# Сунгурларе
Сунгурла́ре (болг. Сунгурларе) — город в Болгарии. Находится в Бургасской области, входит в общину Сунгурларе. Население составляет 3219 человек (2022).

## Политическая ситуация
Кмет (мэр) общины Сунгурларе — Георги Стефанов Кенов (Движение за права и свободы (ДПС)) по результатам выборов в правление общины.